# Кирданы (Киевская область)
Кирданы́ (укр. Кирдани) — село, входит в Таращанский район Киевской области Украины.
Население по переписи 2001 года составляло 753 человека. Почтовый индекс — 09522. Телефонный код — 4566. Занимает площадь 2,923 км². Код КОАТУУ — 3224481501.

## Известные уроженцы
- Вовченко, Иван Антонович (1905—1976) — советский военный деятель, Генерал-майор танковых войск (1943 год).

## Местный совет
09522, Киевская обл., Таращанский р-н, с. Кирданы